# Potkusaari (ö i Södra Savolax)
Potkusaari är en ö i Finland. Den ligger i sjön Kangasjärvi och i kommunen Sankt Michel i den ekonomiska regionen  S:t Michel och landskapet Södra Savolax, i den södra delen av landet, 240 km nordost om huvudstaden Helsingfors. Öns area är 2,1 hektar och dess största längd är 360 meter i sydväst-nordöstlig riktning.